# Chebreiss
Chebreiss (en anglais : « Shubra Khit », en arabe : « شبراخيت », en égyptien ancien « Chobrâkhyt ») est un village égyptien, à mi-distance entre Alexandrie et Le Caire.

## Démographie
Selon le recensement de 2007, Chebreiss contiendrait 28 505 habitants.

## Histoire
Chebreiss a été le théâtre de la bataille de Chebreiss de la campagne d'Égypte remportée le 14 juillet 1798, sur la rive gauche du Nil, par les armées de Bonaparte face à Mourad Bey qui a chargé à la tête de 4 000 cavaliers.
La bataille de Chebreiss est la première victoire de l'armée française avant la bataille des Pyramides du 21 juillet 1798.